# Guaranteed Irish
Guaranteed Irish è il nome della organizzazione nonprofit che supporta gli investimenti in Irlanda e i prodotti creati sul territorio.
Le aziende che partecipano potendo poi utilizzare il marchio "GI", stilizzazione delle iniziali "g" e "i", certificando così il paese di origine Irlanda, con almeno il 50% del valore aggiunto in Irlanda. Tutte le società che usano il marchio sono registrate nella Repubblica irlandese. 
La campagna originale del marchio Guaranteed Irish iniziò nel dicembre 1974 dal Irish Goods Council, originariamente come Working Group per la promozione di beni irlandesi.
Nel 1980, furono 1.000 le aziende associate. Nel 1982, la Corte europea di giustizia decise che ricevendo fondi europei il Irish Goods Council violava il Trattati di Roma per protezionismo. La conseguenza fu la separazione della gestione del marchio nella nuova società Guaranteed Irish Limited, che non ricevette fondi pubblici.
Nel 2008, Guaranteed Irish Limited ha tre dipendenti che certificano le consociate. Nel marzo 2017, Guaranteed Irish annuncia un programma per aumentare i soci da 200 a 1000 per il 2022.